# 협동로봇

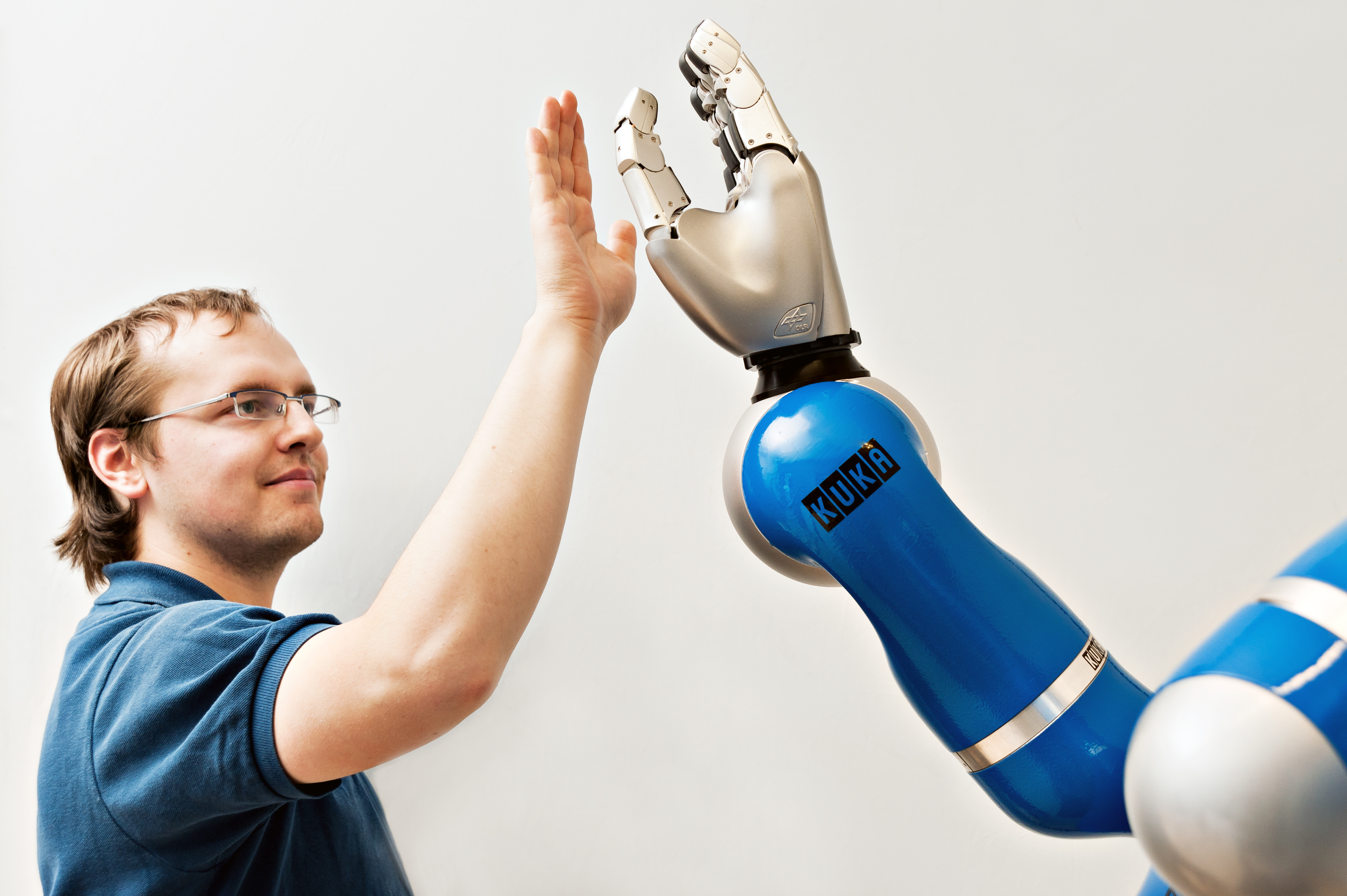
충돌감지 센서 덕분에 협동로봇은 안전하게 사람과 직접적인 상호작용이 가능하다.

협동로봇(協同 - , 영어: cobot, collaborative robot)은 사람과 같은 공간에서 작업하면서 사람과 물리적으로 상호작용할 수 있는 로봇이다. 이러한 특징은 2010년 10월까지 대부분의 산업용 로봇이 사람과는 독립된 공간에서 작동하도록 설계된 점과 대조되는 점이다.

## 역사

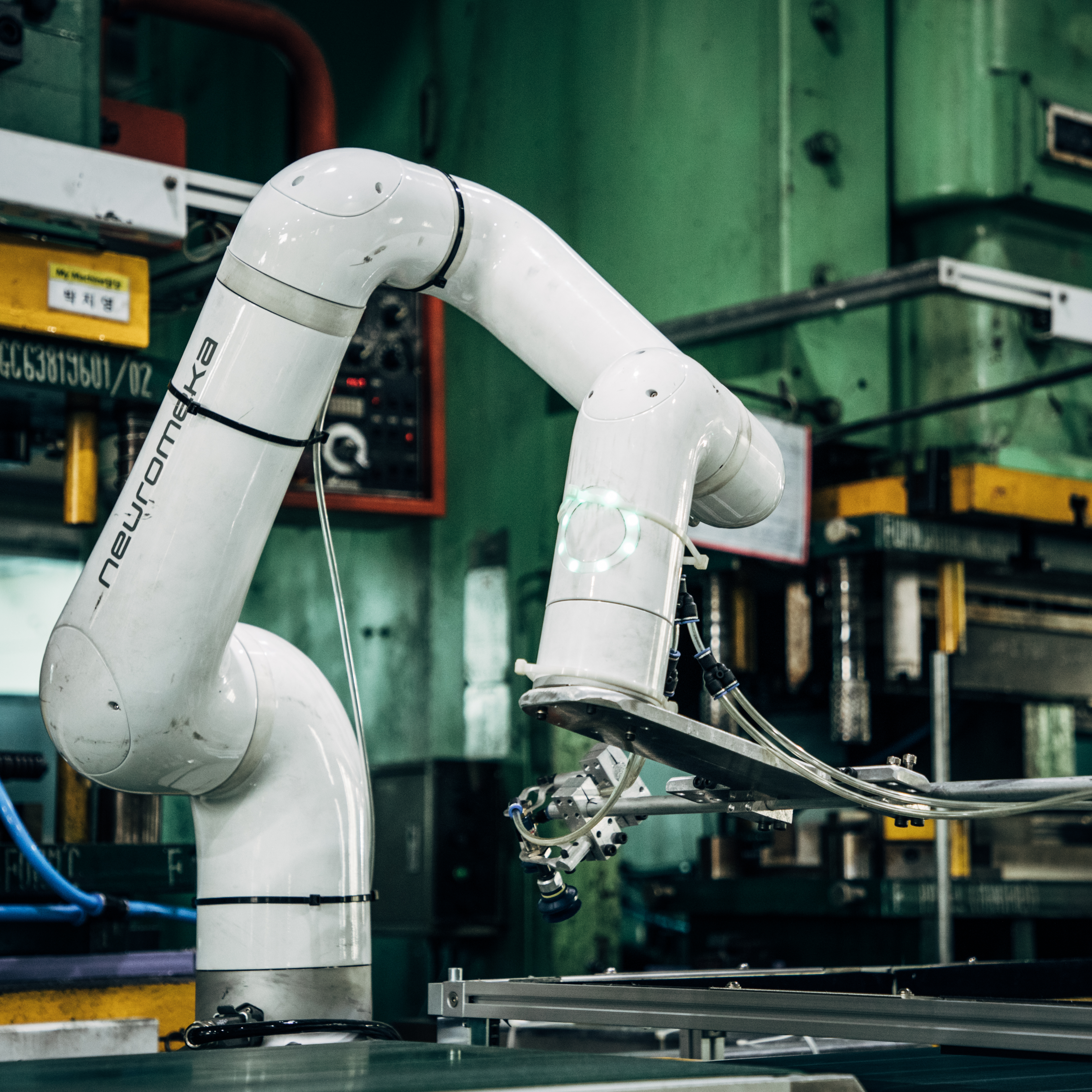
뉴로메카 협동로봇 '인디(Indy)'

협동로봇은 노스 웨스턴 대학교 교수 J. 에드워드 콜 게이트와 마이클 Peshkin에 의해 1996년에 발명되었다. 1997년 미국에 제출된 특허에는 은 "인간과 컴퓨터에 의해 제어되는 범용 조작기 사이의 직접적이고 물리적 상호 작용을 위한 장치 및 방법"이라고 기술되어 있다.
협동로봇은 GM 로봇 공학 센터의 Prasad Akella가 이끄는 1994년 제너럴 모터스 이니셔티브에서 시작되었다. 1995년 제너럴 모터스 (General Motors Foundation)은 로봇이나 로봇과 같은 장비를 사람과 팀을 이뤄 일할 수 있을만큼 안전하게 만들 수 있는 방법을 찾기위해 연구기금을 승인했다. 최초의 협동로봇은 내부 원동력을 가지지 않는 것으로 인간의 안전을 보장했다. 대신, 로봇이 움직이기 위한 동력은 인간 작업자가 제공해야 했다. 협동로봇의 기능은 인간 작업자와 협력하여 페이로드를 방향 전환하거나 조종하여 컴퓨터가 동작을 제어 할 수 있게 하는 것이었다. 이후 개발된 협동로봇은 제한된 양의 동력을 가지는 형태로 발전했다.

## 제조사
- 유니버설 로봇
- 두산로보틱스
- 파낙